# Hippomenella mitzopoulosi
Hippomenella mitzopoulosi är en mossdjursart som beskrevs av Alfred Kühn 1936. Hippomenella mitzopoulosi ingår i släktet Hippomenella och familjen Escharinidae. Inga underarter finns listade i Catalogue of Life.